# Hospital Governador Celso Ramos
O Hospital Governador Celso Ramos é um hospital público localizado no Centro de Florianópolis.

## Histórico
Foi inaugurado em 6 de novembro de 1966. O edifício do hospital é considerado parte da fase modernista dos edifícios institucionais da arquitetura catarinense. O hospital recebeu o nome de Celso Ramos, industrial e político catarinense.

## Atualidade
Inicialmente em uma posição estratégica, atualmente o Hospital Celso Ramos está numa posição complicada para uma unidade de saúde de seu tamanho, cercada de prédios e avenidas movimentadas e operando no limite de sua capacidade. A Secretaria de Saúde estaria até mesmo planejando vender a unidade, para poder construir um novo e maior hospital em outra área, possivelmente no aterro da Baía Sul.

## Estrutura
O hospital tem a segunda maior emergência pública do estado. Além disso, é referência em ortopedia, neurologia e neurocirurgia, oncologia, clínica médica e cirúrgica. Possui 22 mil metros quadrados de área, 225 leitos em sua capacidade total, com 1.220 funcionários, dos quais 220 são médicos.
O hospital realiza mais de 10 mil atendimentos por mês, com internações, emergência e ambulatório. Uma média de 44 mil exames são realizados por mês.